# مسجد قلابر
مسجد قلابر مسجدی تاریخی‌ست که در دامنه‌های غربی روستای قلابر، در ۵۲ کیلومتری جنوب زنجان، قرار گرفته‌است. این مسجد در کاوش‌های باستان‌شناسی به همراه یک خانقاه یا قلعه یافت شده و اکنون به عنوان مسجد مردانه مورد استفاده قرار می‌گیرد.
ساختمان مسجد قلابر مربعی نسبتاً کوچک به ارتفاع ۵٫۱ متر است که از سنگ تراورتن ساخته شده و با طرح‌های اسلیمی تزئین شده‌است. محراب مسجد یکپارچه و به رنگ سفید است و بر روی آن نام‌های خدا و ائمه نقش بسته‌است. احتمالاً در گذشته گنبدی هم داشته که اکنون از بین رفته‌است. سقف فعلی مسجد با تیرهای چوبی بازسازی شده.